# Frank Stäbler
Frank Stäbler (Böblingen, 27 de junho de 1989) é um lutador de estilo greco-romana alemão, medalhista olímpico.

## Carreira
Stäbler esteve nos Jogos Olímpicos de Verão de 2020 em Tóquio, onde participou do confronto de peso leve, conquistando a medalha de bronze após derrotar o georgiano Ramaz Zoidze.